# 国道2号線 (韓国)
国道2号線(こくどう2ごうせん、國道第二號新安釜山線、ハングル: 국도 제2호선)は、全羅南道新安郡長山面から慶尚南道を経て釜山広域市中区をつなぐ総延長477.4 kmの距離を持った大韓民国の一般国道である。将来には韓日海底トンネルが接続されると国境を渡って国道382号線 (日本)とつながる可能性がある道路でもある。また、釜山広域市ではアジアハイウェイ1号線()やアジアハイウェイ6号線()をつながっている。ただし、南海岸圏都市を結ぶ主要国道で、南海高速道路、慶全線と線形が似ているのが特徴だ。過去の起点に国道1号の起点と同じ木浦市だったが、新安郡に起点が変更された。

## 歴史
- 1971年8月31日 : 一般国道路線指定令により国道第2号線木浦-釜山線になる。

## 通過する自治体
- 全羅南道
  - 新安郡 - 木浦市 - 務安郡 - 霊岩郡 - 康津郡 - 長興郡 - 宝城郡 - 順天市 - 光陽市
- 慶尚南道
  - 河東郡 - 泗川市 - 晋州市 - 昌原市
- 釜山広域市
  - 江西区 - 沙下区 - 西区 - 中区

## 交差する道路
高速道路
- 西海岸高速道路
- 南海高速道路

国道
- 国道1号
- 国道3号
- 国道5号
- 国道7号
- 国道13号線 (韓国)（朝鮮語版）
- 国道14号線 (韓国)
- 国道15号
- 国道17号線 (韓国)
- 国道18号線 (韓国)（朝鮮語版）
- 国道19号線 (韓国)（朝鮮語版）
- 国道20号線 (韓国)
- 国道23号
- 国道25号
- 国道27号線 (韓国)（朝鮮語版）
- 国道33号線 (韓国)
- 国道58号線 (韓国)（朝鮮語版）
- 国道59号線 (韓国)（朝鮮語版）
- 国道77号
- 国道79号

## 中央バスレーン
国道2号は指定されるバス専用道路は洛東南路か唯一である。